# Großer Moosstock
Der Große Moosstock (auch Großer Moostock oder Großer Moosnock; ital. Picco Palù) ist ein 3059 m s.l.m. hoher Berg in der Durreckgruppe (Südtirol, Italien). Er befindet sich im Naturpark Rieserferner-Ahrn und ist der Hausberg von Ahornach. Von hier aus wird der Berg über den Südwestgrat bestiegen. Nordseitig unterhalb des Gipfels befindet sich der Moosstocksee.
Am Moosstock trainiert der Extrembergsteiger Hans Kammerlander für seine Unternehmungen. Die ungefähr 1700 Höhenmeter von Ahornach aus brachte er bei bester Verfassung in etwas mehr als einer Stunde hinter sich.

## Routen
Ein markierter Steig führt in knapp 5 Stunden vom Wanderparkplatz beim Gasteigerhof oberhalb von Ahornach zunächst durch Zirbenwald hinauf auf 2.016 Meter zu den Schlafhäusern und weiter durch ein Hochtal zwischen Zintnock und Kleinem Moosstock, ehe es steil und anspruchsvoller mit einigen Kletterstellen (I) hinauf auf eine Geländeschulter geht (eine mit Drahtseil und Eisenbügel gesicherte Passage), von wo aus zum Gipfelgrat hinübergequert wird. Der finale Anstieg zum Gipfel erfolgt teils auf Steigspuren, teils über Blockgelände in leichter Kletterei (I+) stellenweise leicht ausgesetzt direkt am Grat bzw. im Mittelteil auch links ausweichend hinauf zum weitläufigen Gipfelplateau mit Gipfelkreuz, Buch, Bank und großen Steinmännern.
Alternativ kann auch von Rein in Taufers zum Gipfel aufgestiegen werden, indem man zunächst über den Höhenweg hinüberquert zu den Schlafhäusern, ab dort steigt man dann über den Normalweg weiter auf.
Bei Nässe und Schnee kann der obere Teil des Aufstiegs heikel sein (rutschige Felsplatten mit Flechten).